# Fun Size
Fun Size (conocido como Half Pint en algunos países) y en Latinoamérica como Fun Size: Un Pequeño Gran Problema o El Pequeñín es una película estadounidense de 2012 de comedia adolescente de halloween escrita por Max Werner y dirigida por Josh Schwartz. Está protagonizada por Victoria Justice, Thomas Mann, Osric Chau, Jane Levy y Chelsea Handler. Fue producido por Nickelodeon Movies, Anonymous Content y Fake Empire Productions y distribuida por Paramount Pictures.
Fue la segunda vez que una película de Nickelodeon recibió una calificación de PG-13, ya que Angus, Thongs and Perfect Snogging, que fue lanzada directamente a DVD en los EE. UU. Sin embargo, es la primera película estadounidense y en cines publicado de estudio con esa calificación.
La película recibió críticas negativas de los críticos y fue un fracaso de taquilla.

## Trama
Los planes de Wren (Victoria Justice) para acudir a una fiesta de halloween que celebra el chico que le gusta peligran cuando tiene que quedarse a cargo de su hermano pequeño Albert (Jackson Nicoll), quien se escapa en la noche de halloween, creando una noche mala para Wren que quiere ir a la fiesta del chico que le gusta y entregar a salvo a su hermano a su madre.

## Reparto
- Victoria Justice como Wren DeSantis, la protagonista principal. Primero está enamorada de Aaron Riley, después de la búsqueda de su hermano, se enamora de Roosevelt Leroux en una declaración de amor en una situación incómoda con su mamá (Joy DeSantis).
- Thomas Mann como Roosevelt Leroux, uno de los nerds que ayuda a Wren. Tiene fuertes sentimientos por Wren. Tiene un enamoramiento por Wren.
- Jane Levy como April Martin-Danzinger-Ross, la mejor amiga de Wren; Una arribista persistente, ella prefiere arrastrar a Wren a la fiesta de los chicos populares para encontrar a su hermano.
- Chelsea Handler como Joy DeSantis, la madre de Wren y Albert.
- Thomas McDonell como Aaron Riley, el chico más popular de la escuela.
- Osric Chau como Peng, El mejor amigo y compañero nerd de Roosevelt que ayuda a Wren; tiene un enamoramiento por April.
- Thomas Middleditch[5] como Manuel/Fuzzy, un empleado que se hace amigo de Albert, y el exnovio de Lara.[6]
- Jackson Nicoll[5] como Albert DeSantis, el hermano de 8 años de edad, de Wren.
- Ana Gasteyer[5] como Jackie Leroux, la mamá de Roosevelt.
- Josh Pence[5][7] como Keevin  (se pronuncia Keeven, como "Steven"), el novio de 26 años de Joy.
- Kerri Kenney-Silver como Barb Leroux, la otra madre de Roosevelt.
- Riki Lindhome como Denise, una mujer joven en un traje de Galaxy Scouts.
- Johnny Knoxville[5][7] (sin acreditar) como Jörgen, el principal antagonista.
- Abby Elliott como Lara,la novia de Jörgen[6]
- Holmes Osborne[5] como Sr. Brueder
- Annie Fitzpatrick como Sra. Brueder
- James Pumphrey[5] como Nate Brueder, un amigo de Keevin quien organiza una fiesta de estragos en el sótano de sus padres.
- Peter Navy Tuiasosopo[5] como Sr. Mahani (hombre samoano)

## Producción
En enero de 2011 fue anunciado que Josh Schwartz dirigiría la película en su debut como director de largometrajes. Para la primavera de 2011, el papel principal había sido ofrecido a Victoria Justice, y Jane Levy que habían iniciado las conversaciones por su papel en la película, con Paramount anunciando planes iniciales para el proyecto que se rodará en Minnesota. La localización se cambió a Míchigan y posteriormente a Cleveland, Ohio. En junio de 2011, Chelsea Handler inició las negociaciones.
Las condiciones climáticas adversas retrasó el inicio de la filmación del director hasta principios de 2012. La película fue estrenada el 26 de octubre de 2012.
El director Josh Schwartz descuenta reclamos en Internet que estaba interpretando un empleado de tiendas de conveniencia. "No", dijo poco antes de que se estrenará la película. "Me preguntan mucho sobre ello, pero eso es un error de IMDb. Hay empleados de las tiendas de conveniencia en la película - sólo no desempeñado por mí "!